# Erg

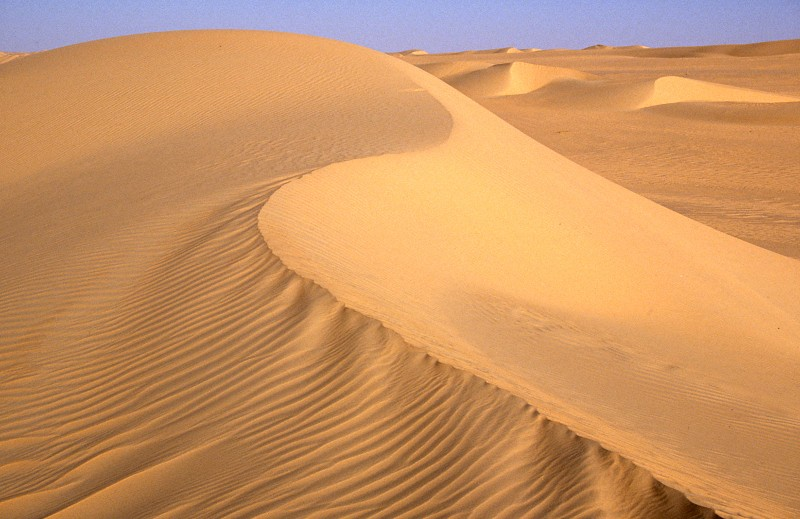
Erg Nigerben

Az erg (arab عرق, kb. dűnetenger) a sivatagok egyik megjelenési formája. A magyar földrajzi nyelv az erg kifejezést párhuzamosan használja a homoksivatag megjelöléssel. Az erg szélfútta homok által uralt, növényzet nélküli, nagyjából sík területet jelent. A földrajzban egy terület akkor kaphat erg megjelölést, ha legalább 125 km² területet borítanak be szélfútta homokból felépülő dűnéi. Az ennél kisebb homoksivatagokat dűnemezőnek nevezik. A Föld legnagyobb sivatagja a Szahara, amelyben számos erg található. A világ teljes vándorlásra képes homokmennyiségének 85%-a olyan ergekben koncentrálódik, melyeknek területe 32 000 km²-nél nagyobb. A homoksivatagok nem csupán a Földön találhatóak. A kutatók hasonló képződményeket fedeztek fel a Mars, a Vénusz és a Titán felszínén.

## Ergek a Földön
A homoksivatagok az egyenlítő mindkét oldalán a 20° és 40° szélességi körök között helyezkednek el. Ezt az égövet a száraz, leszálló trópusi légáramlások uralják. Aktív mozgó homoksivatagok csak ott jönnek létre, ahol az éves csapadékmennyiség nem haladja meg 150 millimétert. A legnagyobb ergek a Szaharában, Délnyugat-Afrikában, Közép- és Nyugat-Ázsiában, Ausztrália középső területein helyezkednek el. Területileg kisebb, ám rendkívüli méretű homokdűnéivel tűnik ki Peru tengerparti sivatagja és Argentína északnyugati része. Észak-Amerika egyetlen aktív ergje Kalifornia, Arizona és Mexikó határvidékén fekvő Sonora-sivatag. 
A homoksivatagok keletkezése azokon a helyeken játszódik le, ahol a különböző szállító közegek nagy mennyiségben halmoznak fel homokot.  Ilyen helyek a folyópartok, kiszáradt folyómedrek, olvadékvíz-síkságok és strandok. Majdnem az összes nagy homoksivatag olyan területen fekszik, ahol a leszálló légáramlatok miatti kevés csapadék nem teszi lehetővé a növényzet megtelepedését, kiszolgáltatván ezzel a területet a széleróziónak. A szél az apró szemű homokot felkapja, majd olyan helyeken halmozza fel, ahol topográfiai okokból elveszíti szállítóképességét. Egyes ergek homokja a dűnék helyétől több száz kilométernyire keletkezett. A homok ilyen mértékű felhalmozódásához igen hosszú idő kell. Legkevesebb 1 millió év szükséges az Arab-félszigeten, a Szaharában vagy a Közép-Ázsiában látható dűnék létrejöttéhez. A mélyebb medencékben fekvő homoksivatagokban a homok vastagsága elérheti az 1000 métert is. Az ausztráliai Nagy-homoksivatag homokja azonban nem sokkal vastagabb a látható dűnéknél. Az ergek homokdűnéit formájuk szerinti csoportokra osztjuk. Egyes ergekben a csillagdűnék, máshol a paraboladűnék vagy a barkánok jellemzőek.
A homoksivatagok a Föld igen gyorsan változó területei közé tartoznak.

## Ergek más égitesteken

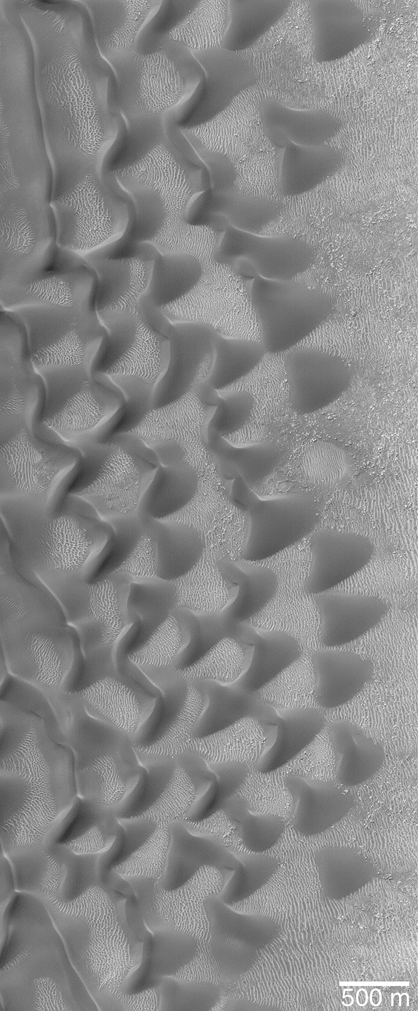
Homoksivatag a Marson a Mars Global Surveyor felvételén

Tudomásunk van a Földön kívül létező homoksivatagokról. Ergek valószínűleg minden olyan bolygón előfordulnak, ahol az atmoszféra sűrűsége elégséges a szélerózió megindításához, illetve az anyag felhalmozásához. A Naprendszer három égitestén találhatóak homoksivatagok:

### Vénusz
A Magellán űrszonda három homoksivatagot azonosított a Vénusz felszínén. Ezekben többnyire keresztirányú dűnéket azonosítottak, ami szélirány gyakori változását jelzi.

### Mars
A Mars hatalmas kiterjedésű sivatagjai a sarkvidékek környékén csoportosulnak, ahol egyes dűnék igen figyelemre méltó nagyságot érhetnek el. A Mars homoksivatagjai szokatlan formákat mutatnak, amelyeket a homokfelszín alatti körülmények és a szél együttesen alakítanak ki. 

### Titán
A Titánt elérő és annak egyenlítői vidékeit feltérképező Cassini űrszonda 2005-ös képein a földi sivatagokhoz nagyon hasonló formák tűnnek fel. A Szaturnusz gravitációja a földi árapályhoz hasonlóan hat a Titán légkörére. A feltételezések szerint az árapály-hatás által keltett szelek hozták létre a Titán dűnéit. A fényképeken hosszú párhuzamos dűnesorok láthatóak. A Titán homokját a folyékony metán morzsolhatta le a felszíni kőzetekről.

## Fordítás
- Ez a szócikk részben vagy egészben  az   Erg (landform) című angol Wikipédia-szócikk ezen változatának fordításán alapul.  Az eredeti cikk szerkesztőit annak laptörténete sorolja fel. Ez a jelzés csupán a megfogalmazás eredetét és a szerzői jogokat jelzi, nem szolgál a cikkben szereplő információk forrásmegjelöléseként.